# La lliçó de música (Fragonard)
La lliçó de música (en francès, La leçon de musique) és un quadre de l'artista rococó francès Jean Vaig honorar Fragonard, realitzat cap a 1770. És una pintura a l'oli sobre llenç que fa 109 centímetres d'alt per 121 cm d'ample. Es conserva al Museu del Louvre de París (França), al qual va arribar el 1849 per donació d'Hippolyte Walferdin.
Es tracta d'un quadre que encara desconcerta els especialistes, que dubten entre considerar-la una «tela precoç» i inconclusa o un «esbós tardà».
El tema de la lliçó de música fou tractat sovint pels pintors holandesos, com pot veure's en la Lliçó de música de Vermeer; en la pintura barroca, però, solia ser una al·legoria dels cinc sentits.
Ací el tema s'ha transformat en galant, embolicat en una atmosfera de somni amorós: el jove professor de música festeja la seva alumna i li mira l'escot. El seu lliurament és paral·lel al de la jove pianista.